# 나이지리아땃쥐
나이지리아땃쥐 또는 니코바르흰이땃쥐(Crocidura nigeriae)는 땃쥐과에 속하는 포유류의 일종이다. 베넹과 부르키나 파소, 카메룬, 코트디부아르, 나이지리아 그리고 토고에서 발견된다. 일부는 가나에도 서식하는 것으로 추정하고 있다. 자연 서식지는 아열대 또는 열대 기후 지역의 습윤 저지대 숲이다. 서식지 감소로 위협을 받고 있지만, 멸종될 정도로 큰 위험은 아니다.